# The Gazette (London)
The Gazette è un giornale canadese in lingua inglese diffuso su scala nazionale. La sua base operativa è a London, Ontario, Canada. È stato fondato nel 1906 con il nome di In Cap And Gown. Nel 1930, è stato rinominato nel suo nome attuale di The Gazette. Il giornale viene pubblicato quattro volte a settimana dal 1991.